# Nicholas Bell
Nicholas Bell es un actor inglés, más conocido por sus numerosas participaciones en cine, teatro y televisión.

## Carrera
Nicholas ha trabajado en Australia por más de 20 años.
En 1991 apareció en algunos episodios de la popular serie australiana Neighbours, donde interpretó al gerente temporal del hotel Lassiter Martin Tyrell.
En 1994 se unió al elenco de la serie Ocean Girl, donde interpretó al doctor Hellegren hasta 1997.
En 1995 se unió al elenco de la película Power Rangers: la película donde prestó su voz para el personaje de Zordon, un poderoso hechicero que guía a los Power Rangers. Ese mismo año interpretó a Jonathan el doctor de Mike More (Rob Sitch) en un episodio de la serie Frontline.
En 1998 se unió al elenco recurrente de la serie policíaca Stingers donde dio vida al detective inspector de la policía Bill Hollister, el jefe de homicidios hasta 2001 luego de que su personaje muriera luego de que un criminal pusiera una bomba en su coche y este explotara. 
Ese mismo año se unió a la serie The Games donde interpretó a Nicholas, el secretario de los Juegos Olímpicos hasta el final de la serie en el 2000 e interpretó al mayor Nigel Huntly en la serie The Genie from Down Under 2.
En el 2002 apareció como personaje invitado en varios episodios de la serie Something in the Air donde interpretó a Michael Fox.
En el 2003 interpretó a un representante de una aerolínea en la serie Kath & Kim. Ese mismo año apareció en un episodio de la serie policíaca Blue Heelers, donde interpretó a Vince De Souza durante el episodio "Playing with Fire", anteriormente había aparecido en la serie tres veces: como un magistrado en el episodio "Just Desserts" en 1995, como Ferdie Vandenberg en "Winner Takes All" en 1996 y finalmente a Frank Schumaker en dos episodios en el 2001.
En el 2006  obtuvo un papel en un episodio de la miniserie Nightmares & Dreamscapes: From the Stories of Stephen King. Ese mismo año apareció en la película Charlotte's Web.
En el 2007 interpretó a Oliver Maroney en la serie médica All Saints. Ese mismo año se unió al elenco del programa Newstopia donde interpretó a varios personajes entre ellos: Adolfo Hitler, Beluga, Aaron Cheviot, Jack Schmidt, al detective Andrew Majewski, entre otros...
En el 2009 interpretó a Gordon Neades en la serie policíaca City Homicide, anteriormente había aparecido por primera vez en la serie en el 2007 donde interpretó a Mark Silver durante el episodio "The Promised Land".
En el 2010 interpretó al padre de Alice (Yvonne Strahovski) en la comedia romántica australiana I Love You Too.
En el 2011 obtuvo un pequeño papel en la película de terror Don't Be Afraid of the Dark donde dio vida a un psiquiatra.
En el 2012 interpretó al jugador de críquet Clive Bell en la miniserie Howzat! Kerry Packer's War. Ese mismo año apareció como invitado en varios episodios de la serie Miss Fisher's Murder Mysteries, donde dio vida a Murdoch Foyle, el enemigo de la detective Phryne Fisher (Essie Davis) y en la serie Conspiracy 365 donde interpretó a Rathbone.
En el 2013 apareció en la serie The Doctor Blake Mysteries donde interpretó al profesor Robert Waterman. Ese mismo año se unió al elenco de la serie Serangoon Road donde interpretará a Maxwell Black.
En julio del mismo año se anunció que Nicholas aparecería en la película para la televisión Parer’s War donde interpretará a Bob Hawes, el jefe del departamento de información.
En el 2014 apareció como invitado en el tercer episodios de la segunda temporada de la serie The Time of Our Lives donde dio vida al abogado de Caroline. Ese mismo año se anunció que aparecería en la miniserie ANZAC Girls, donde dará vida al general William Birdwood.

## Filmografía

### Series de televisión
| Año             | Título                                | Personaje               | Notas                                            |
| --------------- | ------------------------------------- | ----------------------- | ------------------------------------------------ |
| 2016 - presente | Wanted                                | Ray Stanton             | 10 episodios                                     |
| 2017            | Seven Types Of Ambiguity              | Gorman                  | 2 episodios                                      |
| 2016            | Wentworth                             | Doctor Foster           | episodio "Prisoner"                              |
| 2015 - 2016     | Winners & Losers                      | Keith Maxwell           | 2 episodios                                      |
| 2015            | Childhood's End                       | Mayor General Cal       | episodio "The Overlords"                         |
| 2015            | The Ex-PM                             | Sonny                   | 6 episodios                                      |
| 2014            | ANZAC Girls                           | Gnral. William Birdwood | episodio "Courage" - miniserie                   |
| 2014            | The Time of Our Lives                 | Abogado                 | episodio # 2.3                                   |
| 2013            | Serangoon Road                        | Maxwell Black           | 3 episodios                                      |
| 2013            | Power Games: The Packer-Murdoch Story | Rupert Henderson        | episodio # 1.1 - miniserie                       |
| 2013            | Upper Middle Bogan                    | Hombre francés          | episodio "Forefathers and Two Mothers"           |
| 2013            | The Doctor Blake Mysteries            | Robert Waterman         | episodio "Game of Champions"                     |
| 2012            | Rake                                  | John Garden             | episodio "R vs Alford"                           |
| 2012            | Conspiracy 365                        | Rathbone                | 4 episodios                                      |
| 2012            | Lowdown                               | Jeremy Bristol          | episodio "Pretty Pollie"                         |
| 2012            | Howzat! Kerry Packer's War            | Clive Bell              | 2 episodios - miniserie                          |
| 2012            | Miss Fisher's Murder Mysteries        | Murdoch Foyle           | 5 episodios                                      |
| 2012            | Tangle                                | Sean Roscoe             | 5 episodios                                      |
| 2012            | Australia on Trial                    | George Gipps            | episodio "Massacre at Myall Creek"               |
| 2011            | Rush                                  | Brett Cohen             | 2 episodios                                      |
| 2011            | Sea Patrol                            | Jack Henty              | episodio "Lifeline"                              |
| 2011            | Killing Time                          | Rod Conroy              | episodio # 1.7                                   |
| 2010            | Sleuth 101                            | Ern/Ian                 | 2 episodios                                      |
| 2009            | City Homicide                         | Gordon Neades           | episodio "Hot House"                             |
| 2009            | Dirt Game                             | Nigel Hay               | 6 episodios                                      |
| 2008            | Underbelly                            | Colin                   | episodio "Earning a Crust"                       |
| 2007 - 2008     | Newstopia                             | Varios Personajes       | 30 episodios                                     |
| 2007 - 2008     | All Saints                            | Oliver Maroney          | 9 episodios                                      |
| 2007 - 2008     | Satisfaction                          | Alexander               | 8 episodios                                      |
| 2007            | The Librarian                         | Abogado                 | episodio "And Nothing But the Truth"             |
| 2006            | Tripping Over                         | James                   | 5 episodios                                      |
| 2006            | Real Stories                          | Gordon Kearney          | episodio # 1.6                                   |
| 2006            | Nightmares & Dreamscapes              | Oficial de Salud        | episodio "The End of the Whole Mess" - miniserie |
| 2005            | The Secret Life of Us                 | Marc Kinnell            | 3 episodios                                      |
| 2005            | The Surgeon                           | Dr. Julian Sierson      | 8 episodios                                      |
| 2005            | Holly's Heroes                        | Mr. Crawford            | episodio "Double Team"                           |
| 2005            | Scooter: Secret Agent                 | Steppford               | episodio "Operation: Replication"                |
| 2004            | Wicked Science                        | Virgil Bailey           | episodio "Meet the Parents"                      |
| 2003            | CrashBurn                             | Clive                   | episodio "The Treeman Show"                      |
| 2003            | Kath & Kim                            | Representante           | episodio "The Moon"                              |
| 2002            | MDA                                   | Dr. Oliver Maudson      | 2 episodios                                      |
| 2001            | Blue Heelers                          | Frank Schumaker         | 2 episodios                                      |
| 2002            | Something in the Air                  | Michael Fox             | 5 episodios                                      |
| 1998 - 2001     | Stingers                              | Det. Bill Hollister     | 27 episodios                                     |
| 2001            | The Micallef Program                  | Greg Ashdown            | episodio # 3.8                                   |
| 2001            | The Lost World                        | Edgar Gray              | episodio "The Outlaw"                            |
| 2000            | Tales of the South Seas               | Mayor                   | episodio "The Assassin"                          |
| 1998 - 2000     | The Games                             | Nicholas                | 21 episodios                                     |
| 1999            | Halifax f.p.                          | Barry Crittenden        | episodio "Swimming with Sharks"                  |
| 1998            | Driven Crazy                          | Director                | episodio "Love Bug"                              |
| 1998            | The Genie from Down Under 2           | Nigel Huntly            | 2 episodios                                      |
| 1997 - 1998     | Raw FM                                | Neil Mulholland         | 4 episodios                                      |
| 1997            | State Coroner                         | Proves                  | episodio "Starting with a Bang"                  |
| 1997            | Good Guys Bad Guys                    | Dennis Dreeble          | episodio "Bloody Nosy"                           |
| 1994 - 1997     | Ocean Girl                            | Dr. Hellegren           | 41 episodios                                     |
| 1996            | Waikiki                               | George                  | episodio "The South Seas Connection"             |
| 1995            | Correlli                              | Oficial Holland         | episodio "Lock-Down"                             |
| 1995            | Frontline                             | Dr. Jonathan            | episodio "Heroes and Villains"                   |
| 1994            | Sky Trackers                          | Dan Lawson              | episodio "Rocket to Me"                          |
| 1993            | R.F.D.S.                              | John Crispin            | episodio "Cave In"                               |
| 1992            | The New Adventures of Black Beauty    | Weeks                   | 10 episodios - miniserie                         |
| 1991            | Neighbours                            | Martin Tyrell           | 5 episodios                                      |
| 1989            | Mission: Impossible                   | Braun                   | episodio "Command Performance"                   |
| 1988            | Tickets for the Titanic               | Canvasser               | episodio "Everyone a Winner"                     |
| 1987            | Inspector Morse                       | Doctor Swain            | episodio "The Wolvercote Tongue "                |
| 1982            | The Agatha Christie Hour              | Jeremy                  | episodio "The Manhood of Edward Robinson"        |
| 1981            | Strangers                             | Roger Wood              | episodio "Soldiers of Misfortune"                |
| 1981            | My Father's House                     | Ray                     | 2 episodios - miniserie                          |
| 1962            | Dixon of Dock Green                   | Billy                   | episodio "Cash and Carry"                        |

### Películas
| Año  | Título                      | Personaje          | Notas |
| ---- | --------------------------- | ------------------ | --- |
| 2014 | Parer's War                 | Bob Hawes          | junto a Adelaide Clemens, Matthew Le Nevez & Rob Carlton                                                   |
| 2014 | I, Frankenstein             | Carl Avery         | junto a Aaron Eckhart, Bill Nighy, Yvonne Strahovski, Miranda Otto & Socratis Otto                         |
| 2012 | Rent                        | Landlord           | corto - junto a Fiona Macleod, Brendan McCallum & Alistair Reid                                            |
| 2012 | Dangerous Remedy            | Dr. Troup          | junto a Susie Porter, Maeve Dermody, Peter O'Brien, Chris Haywood, Gary Sweet & Caroline Craig             |
| 2012 | Crawlspace                  | Caesar             | junto a Justin Batchelor, Ditch Davey, Fletcher Humphrys, Samuel Johnson & Peta Sergeant                   |
| 2012 | Kath & Kimderella           | Sacerdote          | junto a Jane Turner, Gina Riley, Magda Szubanski, Richard E. Grant, Barry Humphries & Jessica De Gouw      |
| 2012 | Jack Irish: Bad Debts       | Martin Scullin     | junto a Guy Pearce, Marta Dusseldorp, Roy Billing, Shane Jacobson, Colin Friels, Steve Bisley & Emma Booth |
| 2011 | Taj                         | Tony               | junto a Mahesh Jadu, Coco-Jacinta Cherian & Sachin Joab                                                    |
| 2011 | The Applicant               | Entrevistador      | corto - junto a Brett Hutton & Peter Rowsthorn                                                             |
| 2011 | The First Interview         | Chevreul           | corto - junto a Tim Robertson & Agnès Varda                                                                |
| 2011 | Afterglow                   | Johnathon Whitcomb | corto - junto a Amy Jamieson, Heather Mitchell, Pia Prendiville & Damien Richardson                        |
| 2010 | Don't Be Afraid of the Dark | Psiquiatra         | junto a Katie Holmes, Guy Pearce, Bailee Madison, Jack Thompson, Alan Dale & Julia Blake                   |
| 2010 | I Love You Too              | Padre de Alice     | junto a Brendan Cowell, Peter Dinklage, Yvonne Strahovski, Bridie Carter, Travis McMahon & Steve Bisley    |
| 2010 | Press                       | Preso # 128597     | cortometraje                                                                                               |
| 2009 | Ink                         | Terry              | junto a Cassandra Magrath, Marny Kennedy, Richard Vette & Samantha Bews                                    |
| 2009 | Prey                        | Bill               | junto a Natalie Bassingthwaighte, Jesse Johnson, Natalie Walker, Ben Knight & Christian Clark              |
| 2008 | Monash: The Forgotten Anzac | General Rawlinson  | junto a Robert Menzies, Zoe Bertram, Dennis Coard & Ian Bliss                                              |
| 2007 | Noise                       | Det. Noel Birchall | junto a Brendan Cowell, junto a Dennis Coard, Maud Davey, Luke Elliot, Nathan Page & Monica Maughan        |
| 2006 | Charlotte's Web             | Ministro           | junto a Julia Roberts, Steve Buscemi, John Cleese, Kathy Bates & Dakota Fanning                            |
| 2006 | Caterpillar Wish            | Padre Caleb        | junto a Victoria Thaine, Susie Porter, Philip Quast, Khan Chittenden & Robert Mammone                      |
| 2006 | Opal Dream                  | Juez McNulty       | junto a Sapphire Boyce, Vince Colosimo, Jacqueline McKenzie, Robert Morgan & Denise Roberts                |
| 2005 | Life                        | William Burton     | junto a Vince Colosimo, Genevieve O'Reilly, Jane Hall, Jacek Koman & Damian Walshe-Howling                 |
| 2005 | The Great Raid              | Duke               | junto a Benjamin Bratt, James Franco, Robert Mammone, Mark Consuelos, Craig McLachlan & Sam Worthington    |
| 2005 | Attack of the Sabretooth    | Niles              | junto a Robert Carradine, Brian Wimmer & Stacy Haiduk                                                      |
| 2004 | Homesick                    | Alan Collins       | corto - junto a Hamish Michael, Alexandra Schepisi & Suzy Cato                                             |
| 2004 | Salem's Lot                 | -                  | junto a Rob Lowe, Donald Sutherland, Robert Mammone, Brendan Cowell & Christopher Morris                   |
| 2004 | Am Kap der Liebe            | Jonathan Percy     | junto a Sigmar Solbach, Claudine Wilde & Siegfried Rauch                                                   |
| 2003 | Take Away                   | Squire             | junto a Vince Colosimo, Stephen Curry, Rose Byrne & John Howard                                            |
| 2003 | Bad Eggs                    | Wicks              | junto a Mick Molloy, Marshall Napier, Shaun Micallef, Steven Vidler, Robyn Nevin & Sancia Robinson         |
| 2003 | Ned Kelly                   | Richard Cook       | junto a Heath Ledger, Orlando Bloom, Geoffrey Rush, Naomi Watts, Joel Edgerton '& Rachel Griffiths         |
| 2001 | Abschied in den Tod         | Archie Wilson      | junto a Denise Zich, Craig McLachlan, Sophie Heathcote, Brett Tucker & Bernard Curry                       |
| 2000 | The Dish                    | Científico         | junto a Sam Neill, Roz Hammond, Bille Brown, Bernard Curry & Roy Billing                                   |
| 2000 | Mission: Impossible II      | Contador           | junto a Tom Cruise, Dougray Scott, Thandie Newton, Ving Rhames, Richard Roxburgh & Brendan Gleeson         |
| 2000 | The Magicians               | Reverendo Thompson | junto a Charlie O'Connell, Peter Firth, Kimberley Davies, Gabrielle Fitzpatrick & Sam Healy                |
| 1999 | The Craic                   | Derek Johnson      | junto a Robert Morgan, Jane Hall, Kate Gorman, Anne Phelan & Matt King                                     |
| 1998 | Chameleon                   | Mozser             | junto a Bobbie Phillips, Jerome Ehlers, Anthony Simcoe & Inge Hornstra                                     |
| 1998 | Dark City                   | Mr. Rain           | junto a Rufus Sewell, Kiefer Sutherland, Jennifer Connelly, Bruce Spence, Colin Friels & Melissa George    |
| 1998 | Dead Letter Office          | Kevin              | junto a Alicia Banit, Miranda Otto, Syd Brisbane & George DelHoyo                                          |
| 1996 | Shine                       | Ben Rosen          | junto a Geoffrey Rush, Sonia Todd, Ella Scott Lynch, Chris Haywood & Noah Taylor                           |
| 1995 | Power Rangers: la película  | Zordon             | junto a Johnny Yong Bosch, Steve Cardenas, Jason David Frank, Amy Jo Johnson & David Yost                  |
| 1995 | Hotel Sorrento              | Edwin              | junto a Caroline Goodall, Caroline Gillmer, Tara Morice, Joan Plowright & Ray Barrett                      |
| 1994 | Lucky Break                 | Doctor             | junto a Gia Carides, Anthony LaPaglia, Rebecca Gibney, Robyn Nevin, Marshall Napier & Jacek Koman          |
| 1993 | Gross Misconduct            | Det. Matthews      | junto a Jimmy Smits, Naomi Watts, Alan Fletcher, Sarah Chadwick & Jack Finsterer                           |
| 1993 | The Feds: Deception         | Stephen Garrad     | junto a Robert Taylor, Angie Milliken, John Bach, Rachael Beck & Nadine Garner                             |
| 1991 | Hunting                     | Piggott            | junto a John Savage, Kerry Armstrong, Guy Pearce, Rhys McConnochie & Jacek Koman                           |
| 1990 | Father                      | Paul Jamieson      | junto a Max von Sydow, Carol Drinkwater & Julia Blake                                                      |
| 1990 | More Winners: Boy Soldiers  | Comandante         | junto a Tamblyn Lord, Penne Hackforth-Jones, Damian Walshe-Howling & Gary Sweet                            |

### Narrador
| Año | Título                   |
| --- | ------------------------ |
| -   | In the Evil Day          |
| -   | Murder at the Nineteenth |
| -   | Us                       |
| -   | Walking Oliie            |
| -   | Along Came Dylan         |
| -   | The Lieutenant           |
| -   | Hurry Up and Meditate    |
| -   | John                     |
| -   | Jesus of Nazareth        |
| -   | The Leader's Way         |
| -   | Buddhism for Busy People |

### Apariciones
| Año             | Programa                     | Personaje          | Notas                    |
| --------------- | ---------------------------- | ------------------ | ------------------------ |
| 2013 - presente | Shaun Micallef's Mad as Hell | General de Brigada | 10 episodios             |
| 2000            | The Track                    | -                  | episodio "A Rough Start" |

### Teatro
| Año        | Obra                             | Personaje      | Director (a)      | Teatro                    | Notas                                                                 |
| ---------- | -------------------------------- | -------------- | ----------------- | ------------------------- | --------------------------------------------------------------------- |
| 2010       | Richard III                      | -              | Simon Phillips    | Sumner Theatre            | junto a Ewen Leslie, Roger Oakley & Meredith Penman                   |
| 2010       | Madagascar                       | Nathan         | Sam Strong        | Melbourne Theatre         | junto a Noni Hazlehurst & Asher Keddie                                |
| 2009       | Tender                           | -              | Sam Strong        | Melbourne Theatre         | junto a Jane Menelaus & Meredith Penman                               |
| 2008       | The Hypocrite                    | Cleante        | Peter Evans       | Melbourne Theatre         | junto a Ashley Zukerman, Mandy McElhinney & Sara Gleeson              |
| 2008       | The Great                        | Arzobispo/Orlo | -                 | Sydney Theatre            | -                                                                     |
| 2008       | The Winterling                   | Len West       | Andrew Gray       | Red Stitch Actors Theatre | junto a Steve Adams, Ella Caldwell & Martin Sharpe                    |
| 2007       | Enlightenment                    | Nick           | Julian Meyrick    | Melbourne Theatre         | junto a Caroline Brazier, Grant Cartwright & Beverley Dunn            |
| 2006       | Festen                           | Lars           | Simon Phillips    | Fairfax Studio            | junto a Ditch Davey, Jason Donovan, Kim Gyngell & Kat Stewart         |
| 2006       | The Dumb Show                    | Greg           | -                 | Melbourne Theatre         | -                                                                     |
| 2004       | The Memory of Water              | Frank          | Julian Meyrick    | -                         | junto a Sibylla Budd, Paul English, Debra Lawrance & Nicki Wendt      |
| 1997       | After Dinner                     | Gordon         | Sally Riley       | -                         | junto a Sally Cooper, Kevin Harrington, Leigh Morgan & Carole Patullo |
| 1993, 1994 | A Midsummer Night's Dream        | Botton         | Glenn Elston      | -                         | junto a Merridy Eastman, Michael Fry & Alison Whyte                   |
| 1992       | Twelfth Night                    | Sir Toby Belch | Glenn Elston      | -                         | junto a Michael Bishop, Christopher Kirby & Richard Piper             |
| 1991       | Bouncers                         | Eric           | Terence O'Connell | -                         | junto a Vince Colosimo, Kevin Harrington & Peter Rowsthorn            |
| 1985       | Loves Labours Lost               | -              | -                 | Barbican Theatre          | -                                                                     |
| 1985       | Red Noses                        | Mistral        | -                 | Barbican Theatre          | -                                                                     |
| 1985       | Henry V                          | Soldado        | -                 | Barbican Theatre          | -                                                                     |
| 1985       | Richard III                      | Lord Grey      | -                 | Barbican Theatre          | -                                                                     |
| 1985       | Hamlet                           | -              | -                 | Barbican Theatre          | -                                                                     |
| 1985       | Romeo and Juliet                 | Romeo          | -                 | Civic Theatre             | -                                                                     |
| 1985       | Danferous Corner                 | Gordon         | -                 | Civic Theatre             | -                                                                     |
| 1985       | Waht the Butler Saw              | Nick           | -                 | Civic Theatre             | -                                                                     |
| 1985       | You're a Good Man, Charlie Brown | Charlie Brown  | -                 | Civic Theatre             | -                                                                     |
| 1985       | Rattle of a Simple Man           | Rick           | -                 | Civic Theatre             | -                                                                     |
| 1985       | Equus                            | -              | -                 | Civic Theatre             | -                                                                     |
| 1985       | Pinnochio                        | Harlequin      | -                 | Civic Theatre             | -                                                                     |
| 1983       | Hamlet                           | Rosencrantz    | -                 | Theatre Royal             | -                                                                     |
| 1983       | Breezeblock Park                 | John-John      | -                 | Theatre Royal             | -                                                                     |
| 1983       | Relative Speaking                | Gordon         | -                 | Theatre Royal             | -                                                                     |
| 1983       | Once a Catholic                  | Cuthbert       | -                 | Theatre Royal             | -                                                                     |
| 1983       | Having a Ball                    | Anestecista    | -                 | Theatre Royal             | -                                                                     |
| -          | Cider with Rosie                 | Jack           | -                 | Theatre Royal             | -                                                                     |
| -          | See How They Run!                | -              | -                 | Theatre Royal             | -                                                                     |
| -          | The Secret Diary of Adrian Mole  | -              | -                 | Theatre Royal             | -                                                                     |
| -          | Piaf                             | -              | -                 | Theatre Royal             | -                                                                     |
| -          | Lady Windemere's Fan             | -              | -                 | -                         | -                                                                     |
| -          | An Ideal Husband                 | -              | -                 | -                         | -                                                                     |
| -          | Blood, Swear and Tears           | Cooper         | -                 | -                         | -                                                                     |
| -          | Voice of the Prairie             | Barney         | -                 | Soho Poly Theatre         | -                                                                     |

## Premios y nominaciones
| Año  | Categoría                                          | Premio    | Serie     | Resultado |
| ---- | -------------------------------------------------- | --------- | --------- | --------- |
| 2001 | Best Actor in a Leading Role in a Television Drama | AFI Award | The Games | Nominado  |